# Heidi Long
Heidi Long, född den 29 november 1996, är en brittisk roddare.

## Karriär
Vid olympiska sommarspelen 2024 i Paris ingick Heidi Long i det brittiska lag som tog brons i åtta med styrman.
Vid EM 2025 i Plovdiv tog Long brons i fyra utan styrman tillsammans med Daisy Bellamy, Lauren Irwin och Martha Birtles samt var en del av Storbritanniens lag som tog guld i åtta med styrman.